# Нагорное (деревня, Пушкинский район)
Нагорное — деревня в Пушкинском районе Московской области России, входит в состав городского поселения Зеленоградский. Население — 168 чел. (2010).

## География
Расположена на севере Московской области, в центральной части Пушкинского района, примерно в 12 км к северу от центра города Пушкино и 28 км от Московской кольцевой автодороги, на реке Скалбе бассейна Клязьмы. В деревне 4 улицы — Полевая, Совхозная, Центральная и Чапчикова, приписано 6 садоводческих товариществ.
В 1 км к востоку — линия Ярославского направления Московской железной дороги, в 4 км к востоку — М8 Ярославское шоссе, в 1 км к северу — А107 Московское малое кольцо. Ближайшие сельские населённые пункты — деревни Зимогорье, Матюшино и Цернское, ближайшая железнодорожная станция — платформа 43 км.
Связана автобусным сообщением с посёлком городского типа Зеленоградский.

## Население
| 1859 | 1890 | 1899 | 1926 | 2002 | 2006 | 2010 |
| ---- | ---- | ---- | ---- | ---- | ---- | ---- |
| 175  | ↗201 | ↗220 | ↗347 | ↘115 | ↗120 | ↗168 |

## История
В «Списке населённых мест» 1862 года Нагорново (Загорная) — удельная деревня 1-го стана Дмитровского уезда Московской губернии по правую сторону Московско-Ярославского шоссе (из Ярославля в Москву), в 38 верстах от уездного города и 27 верстах от становой квартиры, при прудах, с 22 дворами и 175 жителями (83 мужчины, 92 женщины).
По данным на 1899 год — деревня Богословской волости Дмитровского уезда с 220 жителями.
В 1913 году — 32 двора.
По материалам Всесоюзной переписи населения 1926 года — деревня Цернского сельсовета Софринской волости Сергиевского уезда Московской губернии в 3,2 км от Ярославского шоссе и 4,3 км от станции Софрино Северной железной дороги, проживало 347 жителей (171 мужчина, 176 женщин), насчитывалось 65 крестьянских хозяйств.
С 1929 года — населённый пункт в составе Пушкинского района Московского округа Московской области. Постановлением ЦИК и СНК от 23 июля 1930 года округа как административно-территориальные единицы были ликвидированы.
Административная принадлежность
1929—1930, 1934—1954 гг. — деревня Цернского сельсовета Пушкинского района.
1930—1934 гг. — деревня Цернского сельсовета Зелёного города.
1954—1957 гг. — деревня Первомайского сельсовета Пушкинского района.
1957—1960 гг. — деревня Первомайского сельсовета Мытищинского района.
1960—1962 гг. — деревня Первомайского сельсовета Калининградского района.
1962—1963, 1965—1994 гг. — деревня Майского сельсовета Пушкинского района.
1963—1965 гг. — деревня Майского сельсовета Мытищинского укрупнённого сельского района.
1994—2006 гг. — деревня Майского сельского округа Пушкинского района.
С 2006 года — деревня городского поселения Зеленоградский Пушкинского муниципального района Московской области.